# Bembidion brullei
Bembidion brullei es una especie de escarabajo del género Bembidion, familia Carabidae. Fue descrita científicamente por Gemminger & Harold en 1868.
Habita en Argentina, Australia y Nueva Zelanda.